# London Grammar
London Grammar is een Britse artrockband.

## Biografie
London Grammar ontstond in 2009 in Nottingham, toen Hannah Reid en Dan Rothman elkaar ontmoetten tijdens hun studie. In 2010 kwam Dominic Major bij de band. Eind 2011 werd Conon Wheeler aangesteld als manager. In 2012 tekende London Grammar een contract bij Ministry of Sound. Hun eerste plaat If You Wait verscheen in 2013. Met de hit Wasting My Young Years bereikten ze in Frankrijk de tweede plaats in de hitparade. De grote doorbraak kwam er met het nummer Strong dat een toptiennotering haalde in Australië, België en Oekraïne en in 2014 in de Top 2000 binnenkwam op nummer 772. In 2017 kwam hun tweede album Truth Is a Beautiful Thing uit.
Het derde album heet Californian Soil. De afsluitende track America is een ingetogen lied over het loslaten van het verleden en verder gaan. In 2023 maken ze het nummer Higher samen met de housegroep CamelPhat.

## Discografie

### Albums
| Album met eventuele hitnotering(en) in de Nederlandse Album Top 100 | Datum van verschijnen | Datum van binnenkomst | Hoogste positie | Aantal weken | Opmerkingen |
| ------------------------------------------------------------------- | --------------------- | --------------------- | --------------- | ------------ | ----------- |
| If You Wait                                                         | 13-09-2013            | 26-10-2013            | 11              | 45           |             |
| Truth Is A Beautiful Thing                                          | 11-06-2017            | 17-06-2017            | 9               | 16           |             |
| Californian Soil                                                    | 16-04-2021            | 24-04-2021            | 4               | 3            |             |

| Album met hitnotering(en) in de Vlaamse Ultratop 200 albums | Datum van verschijnen | Datum van binnenkomst | Hoogste positie | Aantal weken | Opmerkingen |
| ----------------------------------------------------------- | --------------------- | --------------------- | --------------- | ------------ | ----------- |
| If You Wait                                                 | 13-09-2013            | 26-10-2013            | 7               | 236*         |             |
| Truth Is A Beautiful Thing                                  | 11-06-2017            | 17-06-2017            | 2               | 108          |             |
| Californian Soil                                            | 16-04-2021            | 22-04-2021            | 4               | 18           |             |

| Single met eventuele hitnotering(en) in de Nederlandse Top 40 | Datum van verschijnen | Datum van binnenkomst | Hoogste positie | Aantal weken | Opmerkingen                 |
| ------------------------------------------------------------- | --------------------- | --------------------- | --------------- | ------------ | --------------------------- |
| Strong                                                        | 2013                  | 08-02-2014            | 27              | 2            | Nr. 29 in de Single Top 100 |
| Hey Now                                                       | 2014                  | 28-06-2014            | tip6            | -            |                             |

| Single met hitnotering(en) in de Vlaamse Ultratop 50 | Datum van verschijnen | Datum van binnenkomst | Hoogste positie | Aantal weken | Opmerkingen    |
| ---------------------------------------------------- | --------------------- | --------------------- | --------------- | ------------ | -------------- |
| Help Me Lose My Mind                                 | 2013                  | 09-11-2013            | tip27           | -            | met Disclosure |
| Strong                                               | 2013                  | 07-12-2013            | 4               | 31           |                |
| Wasting My Young Years                               | 2014                  | 05-04-2014            | 23              | 14           |                |
| Hey Now                                              | 2014                  | 19-07-2014            | tip6            | -            |                |
| Nightcall                                            | 2014                  | 18-10-2014            | 29              | 10           |                |
| Rooting for You                                      | 2017                  | 14-01-2017            | tip13           | -            |                |
| Big Picture                                          | 2017                  | 11-02-2017            | tip36           | -            |                |
| Oh Woman Oh Man                                      | 2017                  | 29-04-2017            | tip6            | -            |                |
| Non Believer                                         | 2017                  | 19-08-2017            | tip17           | -            |                |
| Hell to the Liars (Kölsch remix)                     | 2017                  | 23-09-2017            | tip12           | -            |                |
| Everyone Else                                        | 2017                  | 25-11-2017            | tip25           | -            |                |
| Let You Know                                         | 2019                  | 22-06-2019            | tip9            | -            | met Flume      |
| Baby It's You                                        | 2020                  | 29-08-2020            | tip9            | -            |                |
| Lose Your Head                                       | 2021                  | 09-01-2021            | tip3            | -            |                |
| How Does It Feel                                     | 2021                  | 20-03-2021            | tip8            | -            |                |

### NPO Radio 2 Top 2000
| Nummer met noteringen in de NPO Radio 2 Top 2000 | '14 | '15 | '16 | '17 | '18 | '19 | '20 | '21 | '22 | '23 | '24 |
| ------------------------------------------------ | --- | --- | --- | --- | --- | --- | --- | --- | --- | --- | --- |
| Strong                                           | 772 | 457 | 665 | 452 | 499 | 570 | 476 | 490 | 530 | 573 | 493 |

1. ↑  Een vetgedrukt getal geeft de hoogste notering aan.
2. ↑  2014 was het eerste jaar met een notering voor dit nummer.

### Albums
- Metal & Dust (2013) - ep
- If You Wait (2013)
- If You Wait (Remixes) (2014) - ep
- If You Wait (Remixes 2) (2014) - ep
- Truth Is a Beautiful Thing (2017)
- Californian Soil (2021)